# نور أباد (قيلاب)
نور أباد (بالفارسية: نورآباد) هي قرية تقع في قسم قيلاب الريفي، بمقاطعة أنديمشك التابعة لمحافظة خوزستان، إيران. يقدر عدد سكانها بـ 90 نسمة حسب الإحصاء السكاني الذي تمّ في عام 2006.